# Charles/MGH (Metro de Boston)
Charles/MGH  es una estación en la línea Roja del Metro de Boston. La estación se encuentra localizada en 170 Calle Charles en Boston, Massachusetts. La estación Charles/MGH fue inaugurada el 27 de febrero de 1932. La Autoridad de Transporte de la Bahía de Massachusetts es la encargada por el mantenimiento y administración de la estación. La estación fue reconstruida el 17 de febrero de 2007. El Hospital General de Massachusetts se encuentra cerca de la estación.

## Descripción
La estación Charles/MGH cuenta con 2 plataformas laterales y 2 vías. 

## Conexiones
La estación es abastecida por las siguientes conexiones: 
- Rutas de autobuses: Ninguna